# Cascavel Futebol Clube
Der Cascavel Futebol Clube war ein Fußballklub aus Cascavel, im brasilianischen Bundesstaat Paraná.

## Geschichte
Die Gemeinde Cascavel begann ihre Teilnahme an offiziellen Fußballwettbewerben Ende der 1960er Jahre, als der Tuiuti Esporte Clube  im Jahr 1968 und die Associação Atlética Comercial im Jahr 1969 in der zweiten Liga der Staatsmeisterschaft von Paraná antraten und beide jeweils den zweiten Platz erreichten. 1970 schlossen beide Klubs ihre Fußballabteilungen. In der Folge wurde 1970 der Cascavel Futebol Clube gegründet, der in dem Jahr zweiten Liga der Staatsmeisterschaft antrat.
Die Liga war zu der Zeit noch in zwei Zonen geteilt, Zona Norte und Zona Sul. Cascavel trat in der Zona Sul an. Sein Debüt gab der neue Klub beim Rio Branco SC am 12. Juli. Dieses misslang, man musste sich 0:2 geschlagen geben. Der Sieg gelang Cascavel bereits im zweiten Spiel. Im Heimspiel gegen den Caramuru EC am 19. Juli gewann der Klub mit 2:1. Dieses sollte nicht der einzige Erfolg in der Liga bleiben. Im November gewann man die Finalrunde an der auch Rio Branco und der Guarani EC beteiligt waren. Die Meisterschaft war verbunden mit der Qualifikation zur obersten Spielklasse der Staatsmeisterschaft 1971.
In der Primeira Divisão 1971 gab Cascavel am 24. Januar seinen Einstand. Der Klub empfing Atlético Paranaense. Auch der Auftritt in der ersten Liga misslang, man unterlag mit 1:2. Den ersten Erfolg erreichte Cascavel am vierten Spieltag. Das Heimspiel gegen Rio Branco gewann der Klub mit 1:0. Nachdem die Rückrunde ausgetragen worden war, belegte man in der Zona Sul den sechsten Platz und schied aus dem Turnier aus. Die Platzierung reichte aber für die Ausschüttung einer Prämie durch den Federação Paranaense de Futebol, des Fußballverbandes des Bundesstaates. Cascavel erhielt 286.370 Cruzeiro.
Zur Saison 1972 wurde das Teilnehmerfeld der Staatsmeisterschaft von 20 auf 15 verkleinert und die Vorrunden der Zonen abgeschafft. Alle Klubs traten zunächst im Ligaformat in Hin- und Rückspiel gegeneinander an. Die besten Acht qualifizierten sich für die zweite Runde. Cascavel erreichte in seinen 28 Spielen mit vier Siegen und acht Unentschieden den 13. Platz und schied aus dem Wettbewerb aus. Obwohl keine Absteiger vorgesehen waren und Cascavel hätte auch im Folgejahr in der obersten Spielklasse antreten können, schloss der Klub nach Saisonende für immer seine Pforten. Erst 1979 wurde in der Stadt ein neuer Profiklub ins Leben gerufen, der Cascavel EC.

### Teilnahme an Fußballwettbewerben
| Wettbewerb                          | Teilnahmen     |
| ----------------------------------- | -------------- |
| Staatsmeisterschaft                 | 2× – 1971–1972 |
| Staatsmeisterschaft Segunda Divisão | 1× – 1970      |

### Erfolge
- Staatsmeisterschaft von Paraná Segunda Divisão: 1970